# Nesoi
Nesoi, Nesos (gr. Νησοι, Νησος, łac. Nesi, Nesus) – w mitologii greckiej boginie wysp. Uważano, że każda z wysp ma swoje uosobienie boskości. Nesoi zostały zaliczone do Protogenoi, czyli bogów pierwotnych. Nie wiadomo kto był rodzicami Nesoi, możliwe, że była to Gaja. 
Według Kallimacha Nesoi były Ourea (górami), które Posejdon wrzucił do wody z pomocą swojego boskiego trójzębu wykutego przez Telchinów.